# Lise Sørensen
Louise "Lise" Nathalie Sørensen (1. april 1926 i København – 4. december 2004) var en dansk forfatter, gift med Erik Knudsen.
Hun modtog i 1974 Herman Bangs Mindelegat.